# Sandusky, Ohio
Sandusky är administrativ huvudort i Erie County i delstaten Ohio. Sandusky hade 25 095 invånare enligt 2020 års folkräkning.

## Kända personer från Sandusky
- Charles Frohman, teaterledare
- Andy Gerold, musiker
- Kevin Randleman, utövare av mixed martial arts